# Patersonia inaequalis
Patersonia inaequalis är en irisväxtart som beskrevs av George Bentham. Patersonia inaequalis ingår i släktet Patersonia och familjen irisväxter. Inga underarter finns listade i Catalogue of Life.